# منگونل

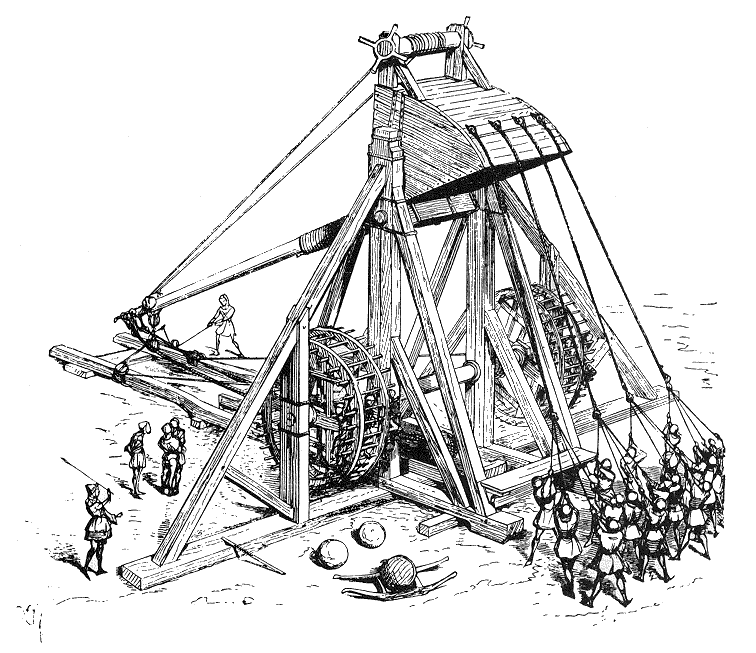
نمونه‌ای از منگونل نقاشی شده

منگونل (انگلیسی: Mangonel)، نوعی کشکنجیر و از ادوات و ابزارهای محاصره است که در چین در عصر دولت‌های جنگ‌طلب استفاده می‌شد که طی قرون بعد به سایر مناطق آسیا و اروپا منتقل شد. این ابزار برخلاف کشکنجیر، نیاز به افرادی بیشتری برای استفاده داشت اما در قیاس خرکمان و منجنیق رومی یاد شده کمتر پیچیده و زودتر بارگیری مجدد می‌شد.